# Linia kolejowa nr 313 (EL Rybnik)
Linia kolejowa Elektrownia Rybnik - Leszczyny – przemysłowa linia kolejowa nr 313 zarządzana przez spółkę Elektrownia Rybnik - Linie Kolejowe. Linia kolejowa rozpoczyna się na stacji Elektrownia Rybnik a kończy się na stacji Leszczyny.